# Anori (Brazilië)
Anori is een gemeente in de Braziliaanse deelstaat Amazonas. De gemeente telt 14.688 inwoners (schatting 2009).
De gemeente grenst aan Anamã, Beruri, Tapauá, Coari en Codajás.